# Resurserente
Resurserente er den knaphedsrente, som er forbundet med udnyttelsen af naturresurser.

## Definition
I økonomi er knaphedsrente (eller på engelsk: economic rent) overskudsværdien, efter at alle omkostninger og normalafkast er fratrukket, dvs. forskellen mellem den salgspris, der kan opnås for en resurse, og dens produktions- og udvindingsomkostninger (herunder et normalafkast af den anvendte kapital). I sammenhæng med naturresurser som mineraler eller fossile brændstoffer kaldes denne knaphedsrente normalt resurserente. Overnormal profit er et andet synonym.
I praksis er det ikke ligetil at identificere og måle resurserenten. På ethvert tidspunkt afhænger resurserentens størrelse af information, markedsforhold, teknologi og det system af ejendomsrettigheder, der regulerer adgangen til og forvaltningen af resurserne.

## Eksempler
Fisk, vand, olie og gas hører til eksempler på naturresurser, der har tilknyttet en resurserente. Et tæt beslægtet begreb er jordrenten, der er knaphedsrenten på udnyttelse af jordarealer. Jord er således også en naturresurse, der giver adkomst til en løbende resurserente for den, der udnytter jorden, hvad enten det er til beboelse, produktion eller rekreative værdier.
I fiskerireguleringen i de nordiske lande spiller overvejelser om optimal udnyttelse af resurserenten en vigtig rolle.
I New Zealand har overvejelser om resurserenten i forbindelse med mineraler, sand, grus, geotermisk energi og strandarealer været en del af resurseforvaltningen i flere årtier.

## Resurserente som beskatningsobjekt
Resurserenter har i lighed med andre knaphedsrenter nogle fordele som beskatningsobjekt, idet beskatningen heraf, hvis den er korrekt indrettet, ikke vil medføre nogen forvridning. Det er i modsætning til de fleste andre og mere almindelige beskatningsformer som skat på arbejds- og kapitalindkomst, der kan give tilskyndelse til at arbejde mindre eller spare mindre op.
I Norge spiller beskatningen af resurserenten fra landets forekomster af gas og olie en overordentlig vigtig rolle i samfundsøkonomien, idet den er grundlaget for opbygningen af den kæmpemæssige pengetank i form af Statens pensjonsfond; men også vandkraftværker betaler i Norge en særlig skat på "grunnrenten" (=resurserenten) på 30 % ud over den almindelige norske selskabsskat på 28 %.
I Danmark er det ligeledes den særlige resurserente, der indtjenes fra udvindingen af olie og gas i Nordsøen, der er baggrunden for den særlige danske kulbrintebeskatning.

## Størrelsen af den globale resurserente
Ifølge nogle opgørelser har den årlige resurserente i verden udgjort ca. 5 % af BNP siden midten af 2000'erne.